# Palazzo Gambirasi

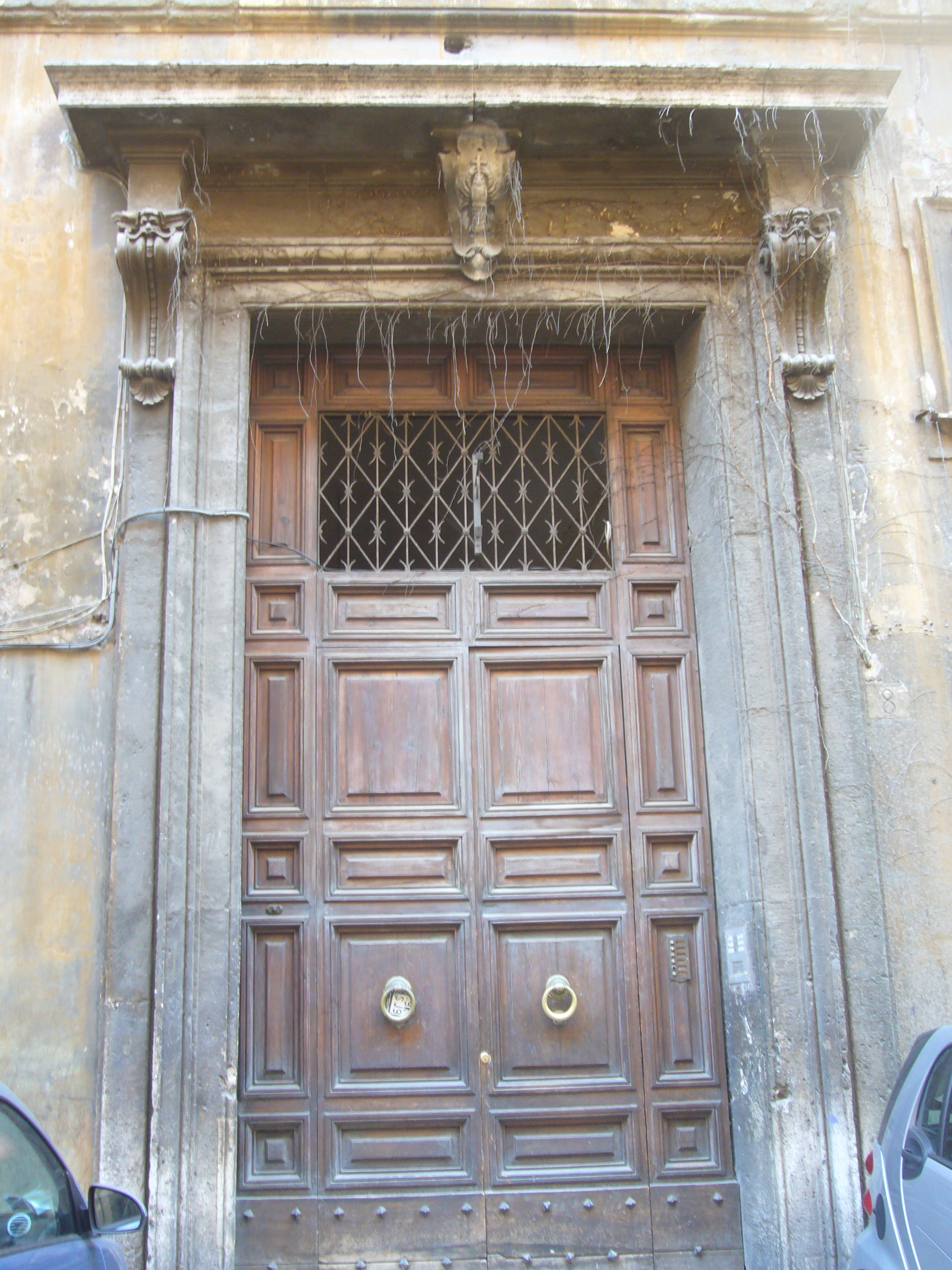
Portone di palazzo Gambirasi con stemma

Palazzo Gambirasi è un edificio sito in Roma in Via della Pace 8 (Rione V Ponte).

## Storia
L'Arciconfraternita di San Giacomo degli Spagnoli affidò nel 1659 all'architetto Giovanni Antonio De Rossi l'incarico di costruire un nuovo palazzo incorporandovi gli edifici ivi già esistenti. Il De Rossi tenne conto del progetto di sistemazione della piazza antistante la Chiesa di Santa Maria della Pace, redatto da Pietro da Cortona, allineando la facciata e contribuendo a una spettacolare scenografia barocca. Durante la costruzione, l'immobile venne ceduto a monsignor Donato Gambirasi da Bergamo, che lo fece completare apponendo il proprio stemma di famiglia (gambero con croce tra le chele e motto Crux tua exhaltatio mea) sul portone ed il nome Gambirasia sull'altana settecentesca. Oggi il palazzo è proprietà degli Istituti Teutonici di Santa Maria dell'Anima.
Qui abitarono l'architetto Giovanni Azzurri, zio del più noto Francesco Azzurri, Domenico Gnoli, bibliotecario, poeta, scrittore a cui si debbono, fra l'altro, libri di tradizioni romane, suo figlio Tommaso, anch'egli bibliotecario, il nipote Aldo e il bisnipote Gherardo.

## Descrizione
Il palazzo occupa l'area compresa tra Vicolo degli Osti, ove si possono notare alcuni portoni quattrocenteschi dei preesistenti edifici, Via Arco della Pace e Via della Pace, ove prospetta la facciata principale. Questa presenta al piano terreno porte di botteghe, quindi le piccole finestre del mezzanino. Al centro il portale rettangolare incorniciato con architrave, mensole laterali e lo stemma Gambirasi al centro. Il portone è in legno sovrastato da una rosta in ferro battuto. Seguono le nove finestre del piano nobile più una portafinestra con balcone angolare, con i timpani decorati di mascheroni maschili e femminili alternati; al secondo piano le dieci finestre sulla cornice marcapiano sono decorate con volute e cartiglio; al terzo, le finestrelle hanno una cornice modanata. La facciata termina con un cornicione.

## Cinema
Gli esterni del palazzo che per l'occasione divenne "Palazzo Roviano", divenne lo sfondo di numerose scene del film Fantasmi a Roma di Antonio Pietrangeli a cui parteciparono tra i principali attori: Eduardo De Filippo, Marcello Mastroianni, Vittorio Gassman, Tino Buazzelli e Sandra Milo.